# Bestuurlijke indeling van Slovenië

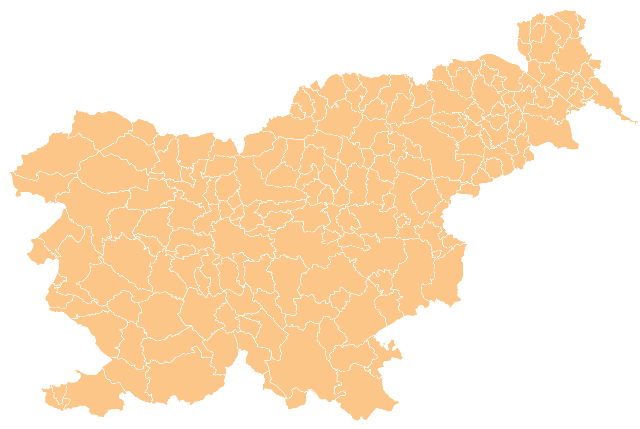
Gemeenten in Slovenië

De bestuurlijke indeling van Slovenië bestaat naast de centrale overheid uit slechts een bestuurslaag, de gemeenten (občine, enkelvoud občina). Een deel van de gemeenten heeft stadsrechten en wordt aangeduid als stadsgemeente (mestna občina). Gemeenten werken vaak samen in een gemeenteverband (upravna enota).
Iedere gemeente heeft een gemeenteraad, een burgemeester en een controlecommissie. Zowel de burgemeester als de gemeenteraad worden direct gekozen.
Voor andere dan bestuurlijke functies is het land nog verdeeld in diverse vormen van regio's, waaronder met name statistische regio's (statistične regije).